# Erik Trinkaus
Erik Trinkaus (* 24. Dezember 1948) ist ein US-amerikanischer Paläoanthropologe und emeritierter Professor für Anthropologie an der Washington University in St. Louis. Trinkaus wurde international bekannt für seine Hypothesen zur Verwandtschaft von Neandertalern und anatomisch modernen Menschen (Homo sapiens).

## Leben
Erik Trinkaus studierte von 1966 bis zum Erwerb des Bachelor-Grads im Jahr 1970 an der University of Wisconsin–Madison und danach bis 1975 an der University of Pennsylvania, wo er 1973 den Magister-Grad mit einer Arbeit über A Review of the Reconstructions and Evolutionary Significance of the Fontéchevade Fossils (die Grotte de Fontéchevade ist eine altsteinzeitliche Fundstätte in Frankreich) und 1975 bei Alan Eugene Mann den Doktor-Grad mit einer Dissertation über A Functional Analysis of the Neandertal Foot erwarb.
Von 1975 bis 1983 arbeitete Trinkaus als wissenschaftlicher Assistent am Fachbereich für Anthropologie der Harvard University. 1983 wechselte er in gleicher Funktion an die University of New Mexico, wo er 1987 zum Professor ernannt wurde und bis 1997 tätig blieb. 1997 erwarb er eine Professur am Fachbereich Anthropologie der Washington University in St. Louis, wo er seit 2002 – und auch nach seiner Emeritierung – als Mary Tileston Hemenway Professor in Arts & Sciences tätig ist.
Trinkaus ist seit 1996 Mitglied der National Academy of Sciences und seit 2001 Mitglied der Academy of Science of Saint Louis.

## Forschung
Erik Trinkaus erforscht insbesondere Fossilien aus jener Epoche vor rund 40.000 Jahren, als in Europa die Neandertaler ausstarben und die anatomisch modernen Menschen (die Cro-Magnon-Menschen) von Osten her zuwanderten. Ferner befasst er sich mit der Evolution der anatomischen Merkmale der Gattung Homo.
Über den Kreis von Fachkollegen hinaus bekannt wurde Erik Trinkaus, da er zahlreiche hominine Fossilien aus Europa als mutmaßliche Mischlinge zwischen Neandertaler und anatomisch modernem Menschen interpretiert, so beispielsweise Knochenfunde aus den rumänischen Karst-Höhlen Peștera cu Oase (den Unterkiefer Oase 1) und Peștera Muierii. Gemeinsam mit João Zilhão vertritt er die Auffassung, dass Neandertaler und moderne Menschen sich häufig paarten. Gemeinsam mit Zilhão schrieb Trinkaus auch dem Kind von Lagar Velho aus Portugal wiederholt Merkmale eines Mischlings zu; ihren Interpretationen wurde aber bereits 1999 – in der gleichen Ausgabe der Proceedings of the National Academy of Sciences (PNAS) wie ihre erste Veröffentlichung zum Kind von Lagar Velho – massiv widersprochen, und die Interpretationen gelten auch weiterhin als umstritten. Zwar erbrachte auch die Rekonstruktion der Neandertaler-DNA im Jahr 2010 Hinweise auf einen – geringen – Genfluss von Neandertaler-DNA in die Population des anatomisch modernen Menschen, allerdings ist dieser Genfluss anderen Publikationen zufolge zu einem Zeitpunkt erfolgt, als in Europa noch gar keine anatomisch modernen Menschen lebten.
Eine DNA-Analyse des Unterkiefers Oase 1 ergab 2015 jedoch, dass es sich zumindest bei dem jungen Mann, von dem dieser Kiefer stammte, tatsächlich um den Nachfahren eines Mischlings handelte: 4,8 bis 11,3 Prozent seines Genoms wurde als vom Neandertaler stammend interpretiert. Nachgewiesen wurde jedoch auch, dass die vom anatomisch modernen Menschen stammenden DNA-Abschnitte eher Fossilienfunden aus Asien ähneln und nicht den späteren Funden aus Europa oder den heute lebenden Menschen; hieraus wurde abgeleitet, dass die Population, zu der Oase 1 gehörte, ein „totes Ende“ repräsentiere, dessen Gene in die heutige Population des Homo sapiens nicht eingingen.
Als Experte für Fossilien des archaischen Homo sapiens und speziell seiner Fußknochen untersuchte Trinkaus auch Funde aus chinesischen Grabungsstätten – beispielsweise aus Zhirendong und das Fossil Tianyuan 1 – und interpretierte sie wie seine chinesischen Kollegen im Sinne der Hypothese vom multiregionalen Ursprung des modernen Menschen.

## Schriften (Auswahl)
- European early modern humans and the fate of the Neandertals. In: PNAS. Band 104,  2007, S. 7367–7372, doi:10.1073/pnas.0702214104.
- mit Pat Shipman: The Neandertals: Changing the Image of Mankind. Alfred A. Knopf, New York 1993, ISBN 978-0-394-58900-8.
  - deutsche Ausgabe: Die Neandertaler: Spiegel der Menschheit. Bertelsmann, München 1993, ISBN 978-3-570-12138-2.
- als Herausgeber: The Emergence of Modern Humans: Biocultural Adaptations in the Later Pleistocene. Cambridge University Press, 1990, ISBN 978-0-52137241-1.
- The Shanidar Neanderthals. Academic Press, 1983, ISBN 978-0-12700550-8.

## Belege
1. ↑  Curriculum vitae Erik Trinkaus. (Memento vom 26. Februar 2012 im Internet Archive) Im Original veröffentlicht auf dem Server der Washington University, Stand: September 2009.
2. ↑  Erik Trinkaus: A Reconsideration of the Fontéchevade fossils. In: American Journal of Physical Anthropology. Band 39, Nr. 1, 1973, S. 25–35, doi:10.1002/ajpa.1330390105. Zugang zum Volltext.
3. ↑  Erik Trinkaus et al.: An early modern human from the Peştera cu Oase, Romania. In: PNAS. Band 100, Nr. 20, 2003, S. 11231–11236, doi:10.1073/pnas.2035108100.
4. ↑  Andrei Soficaru, Adrian Doboş und Erik Trinkaus: Early modern humans from the Peştera Muierii, Baia de Fier, Romania. In: PNAS. Band 103, Nr. 46, 2006, S. 17196–17201, doi:10.1073/pnas.0608443103.
5. ↑  Adrian Doboș, Andrei Soficaru und Erik Trinkaus: The prehistory and paleontology of the Peștera Muierii (Romania). In: Études et Recherches Archéologiques de l’Université de Liège. Band 124, 2010, S. 1–125.
6. ↑  Cidália Duarte, João Maurício, Paul B. Pettitt, Pedro Souto, Erik Trinkaus, Hans van der Plicht und João Zilhão: The early Upper Paleolithic human skeleton from the Abrigo do Lagar Velho (Portugal) and modern human emergence in Iberia. In: PNAS. Band 96, Nr. 13, 1999, S. 7604–7609, doi:10.1073/pnas.96.13.7604.
7. ↑  João Zilhão, Erik Trinkaus (Hrsg.): Portrait of the Artist as a Child. The Gravettian Human Skeleton from the Abrigo do Lagar Velho and its Archaeological Context. In: Trabalhos de Arqueologia. Band 22, Instituto Português de Arqueologia, Lisboa 2002, ISBN 972-8662-07-6, Volltext (PDF; 48,4 MB).
8. ↑  Priscilla Bayle, Roberto Macchiarelli, Erik Trinkaus, Cidália Duarte, Arnaud Mazurier und João Zilhão: Dental maturational sequence and dental tissue proportions in the early Upper Paleolithic child from Abrigo do Lagar Velho, Portugal. In: PNAS. Band 107, Nr. 4, 2010, S. 1338–1342, doi:10.1073/pnas.0914202107, Volltext (PDF; 284 kB).
9. ↑  Ian Tattersall, Jeffrey H. Schwartz: Hominids and hybrids: The place of Neanderthals in human evolution. In: PNAS. Band 96, Nr. 13, 1999, S. 7117–7119, doi:10.1073/pnas.96.13.7117, Volltext (PDF).
10. ↑  Evolution des Menschen: Angebliche Belege für Paarung mit Neandertaler. Auf: spiegel.de vom 31. Oktober 2006.
11. ↑  Richard E. Green et al.: A draft sequence of the Neandertal Genome. In: Science. Band 328, Nr. 5979, 2010, S. 710–722, doi:10.1126/science.1188021, Volltext (PDF). (Memento vom 14. Juni 2010 im Internet Archive)
12. ↑  Sriram Sankararaman et al.: The Date of Interbreeding between Neandertals and Modern Humans. In: PLoS Genetics. Band 8, Nr. 10, 2012: e1002947, doi:10.1371/journal.pgen.1002947.
13. ↑  Ann Gibbons: Ancient DNA pinpoints Paleolithic liaison in Europe. In: Science. Band 348, Nr. 6237, 2015, S. 847, doi:10.1126/science.348.6237.847.
14. ↑  Ewen Callaway: Early European may have had Neanderthal great-great-grandparent. Auf: nature.com vom 13. Mai 2015, Volltext.
15. ↑  Wu Liu, Erik Trinkaus et al.: Human remains from Zhirendong, South China, and modern human emergence in East Asia. In: PNAS. Band 107, Nr. 45, 2010, S. 19201–19206, doi:10.1073/pnas.1014386107.
16. ↑  Erik Trinkaus, Hong Shang: Anatomical evidence for the antiquity of human footwear: Tianyuan and Sunghir. In: Journal of Archaeological Science. Band 35, Nr. 7, 2008, S. 1928–1933, doi:10.1016/j.jas.2007.12.002.

| Personendaten    | Personendaten                       |
| ---------------- | ----------------------------------- |
| NAME             | Trinkaus, Erik                      |
| KURZBESCHREIBUNG | US-amerikanischer Paläoanthropologe |
| GEBURTSDATUM     | 24. Dezember 1948                   |